# Wallichen
Wallichen ist der nach der Einwohnerzahl kleinste Ortsteil der Thüringer Landeshauptstadt Erfurt.

## Geografie
Wallichen liegt im Tal des Vieselbachs im Thüringer Becken in etwa 200 Metern Höhe und zwölf Kilometer nordöstlich der Erfurter Innenstadt. Nachbardörfer sind Großmölsen und Kleinmölsen im Norden, Niederzimmern im Osten, Vieselbach im Süden und Töttleben im Westen.

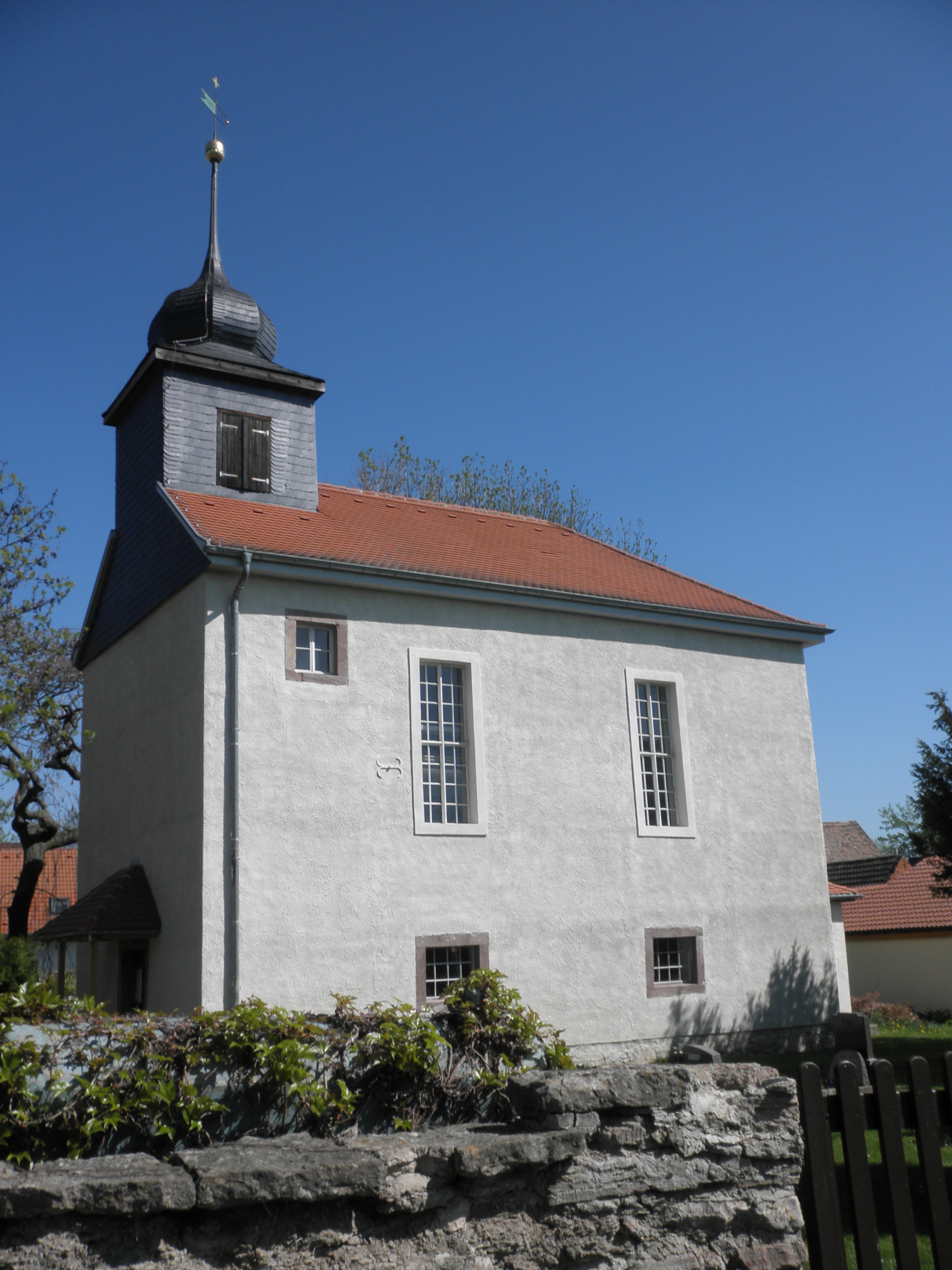
Kirche

## Geschichte

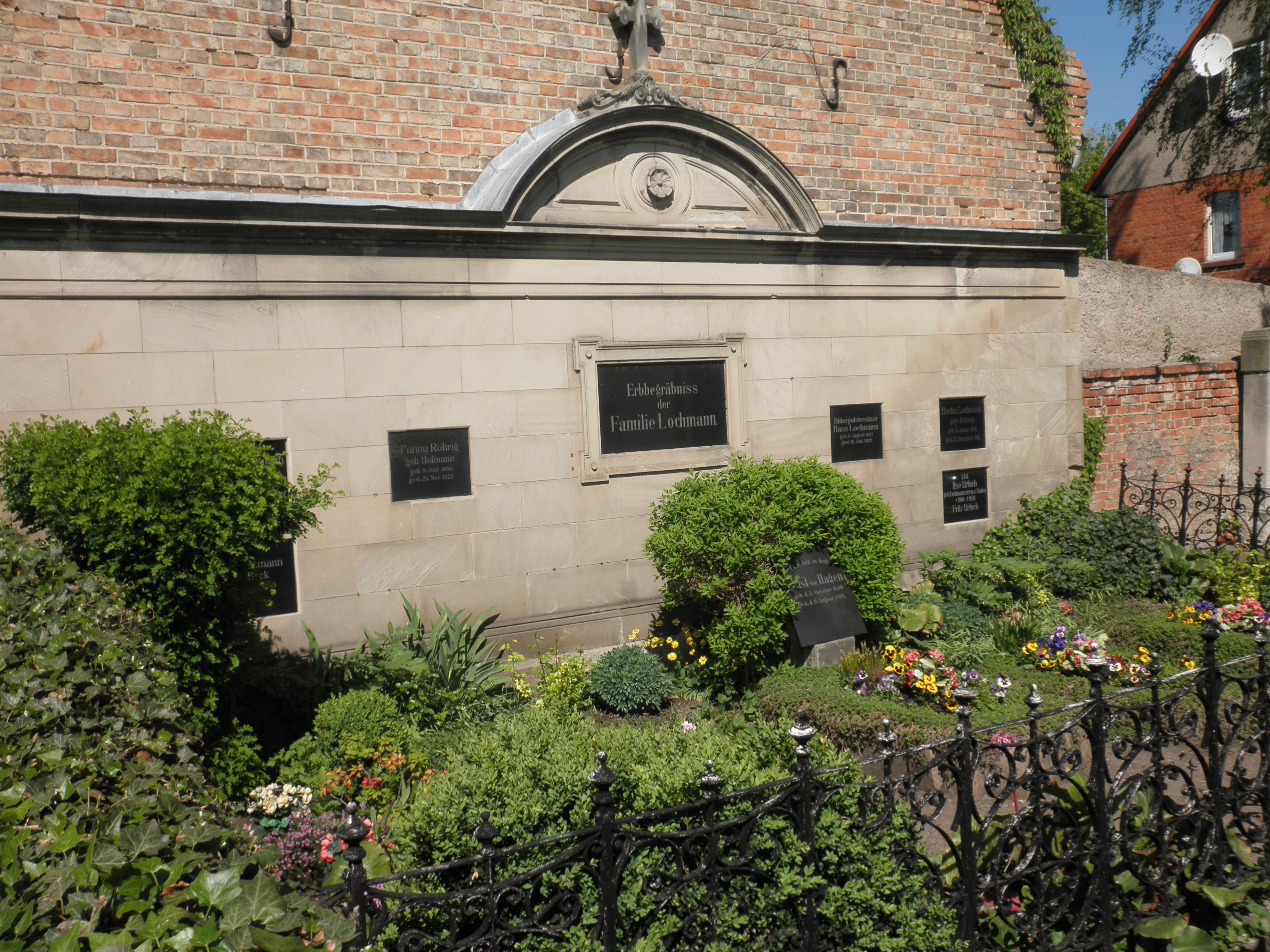
Erbbegräbnis der Familie Lochmann

Wallichen wurde erstmals 1143 in einer Mainzer Urkunde erwähnt. Im 13. Jahrhundert gab es bereits ein Rittergut und eine Kapelle. Im Ort hatten auch verschiedene Klöster Besitz, so das Kloster Schulpforte und das Kloster Bürgel. Diese wurden infolge der Reformation aufgehoben und der Ort kam 1531 zum Kurfürstentum Sachsen. Im Dreißigjährigen Krieg wurde Wallichen schwer verwüstet. Der Oberstleutnant und Rittergutsbesitzer Johann Beyer baute das Gut und die Kirche wieder auf. Er war Mitglied der „Fruchtbringenden Gesellschaft“, wie überhaupt Wallichen eine Reihe bedeutender Gutsbesitzer und Pfarrer hatte. 1679 erfolgte eine Aufteilung des Gutes in einen Ober- und Unterhof.
Nach Erbteilungen fiel Wallichen an Sachsen-Weimar-Eisenach, bei dem es bis zur Gründung Thüringens im Jahr 1920 verblieb. 1813 hatte der Ort beim Rückzug der Napoleonischen Truppen unter Plünderungen zu leiden und verlor 27 Einwohner. Zwischen 1815 und 1850 gehörte Wallichen zum Amt Vieselbach.
Im Zweiten Weltkrieg 1944 richteten alliierte Bomben großen Schaden in Wallichen an. Im April 1945 wurde das Dorf von US-Truppen befreit und Ende Juni von der Roten Armee besetzt und in die SBZ eingegliedert. 1946 riss man den intakten Oberhof ab. 1947 wurden Neubauernhäuser gebaut, 1952 wurde eine LPG gegründet. Nach der „Wende“ erhielt Wallichen 1991 erstmals Anschluss an eine Trinkwasserleitung. 1997 wurde ein Kirchbauverein gegründet. 1999 fiel ein Teil des seit Jahren leerstehenden Gutes in sich zusammen.
Bis 1952 gehörte Wallichen zum Landkreis Weimar, ehe es im Zuge der Gebietsreform von 1952 in der DDR zum Kreis Erfurt-Land im Bezirk Erfurt kam. Am 14. März 1974 wurde Wallichen in die Nachbargemeinde Vieselbach eingegliedert und zusammen mit ihr am 1. Juli 1994 in die Landeshauptstadt Erfurt umgegliedert. Heute besitzt Wallichen zusammen mit dem nur einen Kilometer entfernten Vieselbach einen gemeinsamen Ortschaftsrat.
Die verbliebenen Gebäude des ehemaligen Ritterguts sind teilweise ruinös – soweit noch vorhanden. Viele wurden abgerissen. Der „Letzte Herr auf Rittergut Wallichen“ war Dietrich Lochmann, dessen Grabstätte († 1994) sich wie die seiner Gattin Ilse († 1995) im Erbbegräbnis der Familie auf dem Kirchhof befindet.
Heute ist Wallichen wegen seiner ruhigen Lage, ohne Durchgangsverkehr, ein bevorzugtes Wohndorf.
→ Siehe auch Dorfkirche Wallichen

### Einwohnerentwicklung
| Jahr      | 1843 | 1910 | 1939 | 1995 | 2000 | 2005 | 2010 | 2015 | 2020 |
| --------- | ---- | ---- | ---- | ---- | ---- | ---- | ---- | ---- | ---- |
| Einwohner | 157  | 200  | 203  | 167  | 168  | 172  | 164  | 171  | 167  |

## Wirtschaft und Verkehr
Zwischen Wallichen und Vieselbach liegt ein Gewerbegebiet. Nördlich des Ortes befindet sich die Kläranlage für Wallichen und die umliegenden Erfurter Ortsteile im Einzugsgebiet des Vieselbachs.
Wallichen ist über eine Straße mit Vieselbach im Süden verbunden. Dort liegt auch der nächste Bahnhof an der Thüringer Bahn von Erfurt nach Weimar.